# Cabrasmalas
Cabrasmalas es una entidad de población española del municipio de Carrascal de Barregas, perteneciente a la provincia de Salamanca, en la comunidad autónoma de Castilla y León.

## Toponimia
El lugar puede aparecer referido como «Cabrasmalas» y «Cabras-Malas».

## Historia
Hacia mediados del siglo XIX, el lugar, por entonces referido como una alquería ya perteneciente a Carrascal de Barregas, tenía contabilizada una población de cinco habitantes. Aparece descrito en el quinto volumen del Diccionario geográfico-estadístico-histórico de España y sus posesiones de Ultramar de Pascual Madoz con las siguientes palabras:

CABRAS-MALAS: alq. agregada al ayunt. de Carrascal de Bárregas (V.): en la prov., part. jud. y dióc. de Salamanca (1 1/2 leg.): tiene 2 casas sit. cerca del r. Valmuza. Confina por N. con el desp. Pegallo; E. Doñinos; S. Calzadilla de la Valmuza y O. con Torre de Martin Pascual, á quien corresponde en lo ecl. Ocupa sobre 1/2 cuarto de N. á S. y 1/2 leg. de E. á O.; tiene 400 obradas, de las cuales 3/5 partes pertenecieron al clero, y se calculan 30 de primera clase y 200 de segunda para la siembra de trigo, 40 para la de centeno y las demas para pastos de primera y segunda calidad. pobl.: 1 vec. 5 alm. cap. terr. prod.; 54,600 rs. imp. 2,730.
(Madoz, 1846, pp. 52-53)

En 2022, tenía empadronados cinco habitantes.